# Helle Winther
Ernst Gustaf Helle Winther, född 31 mars 1922 i Trelleborg, död 15 september 2005 i Stockholm, var en svensk barnskådespelare.
Winther var verksam mellan 1930 och 1938 och medverkade i 12 filmproduktioner.

## Filmografi
- 1930 – Den gamla gården
- 1931 – Brokiga Blad
- 1932 – Svarta rosor
- 1932 – Ett skepp kommer lastat
- 1932 – Skråköpings rundradio inviges
- 1933 – Vad veta väl männen
- 1933 – Bomans pojke
- 1935 – Tjocka släkten
- 1936 – Kvartetten som sprängdes
- 1937 – Än leva de gamla gudar
- 1937 – En flicka kommer till sta'n
- 1938 – Svensson ordnar allt!

## Teater

### Roller
| År   | Roll  | Produktion                      | Regi          | Teater        |
| 1931 |       | Peter Pan J.M. Barrie           | Palle Brunius | Oscarsteatern |
| 1935 | Tommy | Ljuva ungdomstid Eugene O'Neill | Rune Carlsten | Dramaten      |